# Konrad Ludwig (Politiker)

Konrad Ludwig

Konrad Ludwig (* 9. April 1880 in Gersdorf (Leinburg) bei Nürnberg; † 15. August 1935 in Petershagen/Eggersdorf) war ein deutscher Parteifunktionär und Politiker.

## Leben
Konrad Ludwig besuchte zunächst die Volksschule und war danach bis 1907 als Schreiner tätig. 1899 ließ er sich in Hagen nieder. Dort war er in einem Möbelgeschäft angestellt. Von 1900 bis 1902 war er Vorsitzender des Gewerkschaftskartells, von 1904 bis 1906 Vorsitzender der Zahlstelle des Holzarbeiterverbands in Hagen und von 1904 bis 1911 Mitglied des Aufsichtsrats im Konsumverein Hagen. Von 1907 bis 1917 war Ludwig Parteisekretär der SPD im Wahlkreis Hagen-Schwelm, dann von 1918 bis 1921 für die USPD als Bezirkssekretär für Westfalen tätig und später als Kassierer im Parteivorstand. Nach dem erneuten Eintritt in die SPD im September 1922 diente er auch dort als Hauptkassierer. Nach dem Tod des Reichspräsidenten Friedrich Ebert wurde Ludwig vom Parteivorstand mit dem Aufbau der Friedrich-Ebert-Stiftung beauftragt.
Neben seiner Arbeit in den Parteiverwaltungen der SPD und USPD nahm Ludwig auch eine Reihe politischer Mandate wahr. Von 1907 bis 1922 war er Stadtverordneter in Hagen. In den Jahren 1919/20 war er Mitglied der verfassunggebenden Preußischen Landesversammlung und danach, bis zur Niederlegung seines Mandats am 7. Juni 1921, Mitglied des Preußischen Landtags. Von 1920 bis März 1924 und dann noch einmal von Dezember 1924 bis 1930 war er Abgeordneter im Reichstag.
Seine Tochter war Dora Lösche (1906–1985), die später Mitglied des Deutschen Bundestages wurde.

## Veröffentlichungen
- Preußen. Wahlgesetz zum Landtag, Provinzialwahlgesetz, Kreiswahlgesetz. Verl.-Genossensch. „Volksstimme“, Hagen i. W. [1920] (= Gesetzeserläuterungen für Arbeiter und Angestellte, Heft 5)